# Сребрни скелар
Сребрни скелар (лат. Spialia phlomidis) врста је дневног лептира из породице скелара (лат. Hesperiidae).

## Распрострањење
Лептир у Европи насељава само југ Балканског полуострва, тако да су најсевернији налази из Србије и Бугарске.

## Распрострањење у Србији
Врста је у Србији забележена само на крајњем југу земље. Једина годишња генерација лети у јуну и јулу.

## Исхрана
Гусеница се храни биљком Convolvulus libanotica.